# Parerigone macrophthalma
Parerigone macrophthalma är en tvåvingeart som beskrevs av Herting 1981. Parerigone macrophthalma ingår i släktet Parerigone och familjen parasitflugor. Inga underarter finns listade i Catalogue of Life.